# Matisia longipes
Matisia longipes är en malvaväxtart som beskrevs av Elbert Luther Little. Matisia longipes ingår i släktet Matisia och familjen malvaväxter. Inga underarter finns listade i Catalogue of Life.